# Infinite (album, Deep Purple)
Infinite je dvacáté studiové album anglické rockové hudební skupiny Deep Purple. Album vyšlo 7. dubna 2017. Stejně jako v případě předchozí desky Now What?! je producentem nahrávky Bob Ezrin. Nahrávání alba probíhalo v Nashvillu. První singl z alba nazvaný „Time for Bedlam“ byl představen v polovině prosince 2016.

## Seznam skladeb
| Pořadí         | Název               | Délka |
| -------------- | ------------------- | ----- |
| 1.             | Time for Bedlam     | 4:35  |
| 2.             | Hip Boots           | 3:23  |
| 3.             | All I've Got Is You | 4:42  |
| 4.             | One Night in Vegas  | 3:23  |
| 5.             | Get Me Outta Here   | 3:58  |
| 6.             | The Surprising      | 5:57  |
| 7.             | Johnny's Band       | 3:51  |
| 8.             | On Top of the World | 4:01  |
| 9.             | Birds of Prey       | 5:47  |
| 10.            | Roadhouse Blues     | 6:00  |
| Celková délka: | Celková délka:      | 45:37 |

## Obsazení
- Ian Gillan – zpěv
- Steve Morse – kytara
- Roger Glover – baskytara
- Don Airey – klávesy
- Ian Paice – bicí